# 송전

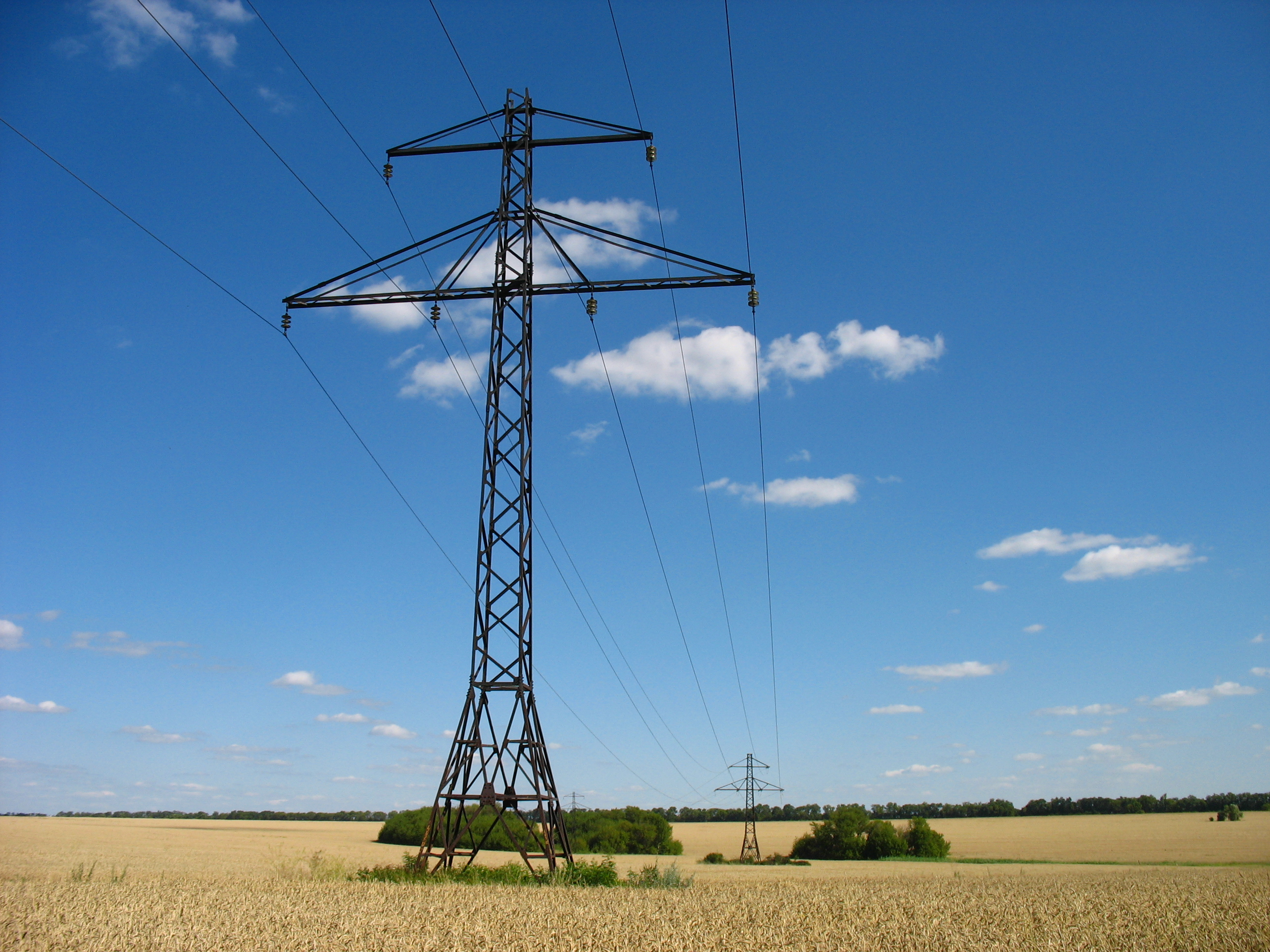
송전탑

송전(送電, 영어: electric power transmission)은 발전소에서 생산한 전기를 수송하는 과정을 말한다. 발전소에서 생산된 전기가 가정이나 공장으로 옮겨지기 위해서는 송전과 배전의 과정을 거치는데, 이때 송전은 발전소에서 변전소까지를 말하며, 변전소에서 전기소비처까지 전기를 수송하는 과정을 배전이라고 하는데, 넓은 의미로 배전까지 합쳐서 송전이라고도 한다.

## 전기에너지의 성질과 송전
전기도 하나의 부족한 점이 있다. 그것은 교류전기를 저장할 수가 없으며, 사용할 양만 그때 그때 발전시켜서 소비지로 보내지 않으면 안된다는 사실이다. 더욱이 전류가 전선을 흐르는 속도는 순간적이라고 말할 수 있으므로, 발전은 소비와 거의 동시에 행하지 않으면 안 된다. 전기는 이 같은 단점을 가지고 있는데도 불구하고 오늘날 사회의 모든 방면에서 쓰이고 있다. 이것은, 비교적 간단한 설비로서 대량적이고도 원거리 어디에나 보낼 수가 있다는 장점이, 저장 불가능이라는 단점을 보완하기 때문이다. 또 수력발전소는 물이 풍부한 산골에서 만들어지며, 화력발전소는 탱커 등이 접안할 수 있으며 냉각수가 풍부한 항구 근처에서 만들어지게 된다. 그런데 전기를 사용하는 공장, 빌딩, 가정 등은 주로 도시에 집중되어 있다. 여기에 전기를 먼곳까지 보낼 필요성이 생기게 된다. 그리고, 몇 십만㎾나 되는 막대한 전력을, 몇 백km나 되는 먼곳에까지 효과적으로 보내기 위한 송전 및 변전의 기술, 전기를 사용하는 공장이나 빌딩이나 가정 한채 한채에 빠짐없이 안전하게, 필요한 정도의 전기를 배급해 주기 위한 배전의 기술, 그리고 많은 발전소에서 전력을 운반하는 설비를 거쳐서 수요처에 이르는 전력계통의 전체를, 필요에 따라서 즉시즉시 조정하면서 운용해 가는 급전기술이 필요하게 된다.

## 전력의 손실
송전선이나 배전선에는 전기저항이 있으므로, 전기에너지의 일부는 송전 도중에서 열(줄열)로 변해 버리고 만다. 보통 도체의 경우와 동일하게 송배전선의 전기저항을, 송전 전류로 하면, 거기에서 발생하는 열은 줄에 비례한다(줄의 법칙). 따라서 이 낭비를 적게 하기 위해서는, 저항이 될수록 작게 하는 것이 중요한데, 재료면에서 보아 한계가 있다. 한편 전력은 전압과 전류의 곱에 비례하므로 전압을 크게 하고 전류를 작게 하면, 동일 전력의 낭비를 적게 하고 보낼 수가 있다.

## 직류방식과 교류방식
직류발전기로 발전하고, 그대로 송전하는 직류방식은 고전압으로 하기 힘드므로 송전중의 손실이 크다. 교류방식은 변압기를 써서 간단히 전압을 올리고 내릴 수 있는 이점이 있다. 그러므로 직류방식은 1910년경에 거의 모습을 볼 수 없게 되고, 오늘날에는 전세계에 교류방식이 널리 쓰이고 있다. 또 발송전에는 삼상교류가 쓰이는데, 삼상교류는 단상교류에 비해서, 같은 굵기의 전선을 사용하면 전선량은 1.15배가 되는데, 송전선중의 선로손실은 단상에 비해 순시전압이 일정해(맥동이 적음) 줄어들고, 동일선로손실로 하면 전선 소요량은 4분의 3이 되는 유리한 점이 있다. 삼상교류식에서는 회전자계가 쉽게 얻어지는 것도 커다란 장점이다. 사이리스터나 인버터 등 전력 전자공학이 발달한 현재는 손실이 적은 고압직류송전방식이 사용되는 구간이 있다.

## 발전전압과 송전전압
송전전압을 높이는 효과는, 같은 전력을 보낼 때의 손실이 적어지는 것만은 아니다. 송전선의 저항이 같다면 전력은 전압의 제곱에 비례하므로, 전압을 2배로 하면 4배의 전력을 보낼 수 있다. 더욱이 대용량의 화력발전소라든가, 도시에서 멀리 떨어진 원자력발전소가 생기면, 대전력의 수송이 중요한 문제로 된다. 전압을 올리려면 송전선·애자·철탑 등의 재질이라든가 형상을 바꾸어야 하고, 낙뢰라든가 염해에 의한 사고를 막고, 공기 중의 코로나 방전에 의한 손실을 막을 기술을 개발하고, 차단기 및 변압기 등을 개량하여야 한다. 발전기의 전압을 높게 하기 위해서는 이 같은 고전압에서도 철심에 감은 전기자의 코일 등의 절연이 깨지지 않도록 할 필요가 있다.

## 교류의 주파수
교류의 주파수는 전세계의 여러 나라 중에서 대부분의 나라가 50 또는 60Hz를 채용하고 있으며, 한국은 60Hz를 채용하고 있다.

## 송전 선로의 표현
일반적으로 송전 선로는 송전거리의 장단에 따라 표현을 달리하게 된다. 즉, 단거리 (수 10km 정도) 가공 선로에서는 직렬 임피던스만을 고려한 집중 임피던스 회로로 취급을 하고, 중거리 (수 10~100[km]정도) 가공 선로 및 케이블은 등가 T회로 또는 등가 {\displaystyle \pi } 회로로 취급하고 있다. 한편 장거리 (100km 이상) 가공 선로 및 케이블은 등가 {\displaystyle \pi } 회로 또는 분포 정수 회로로 표현하는 것이 보통이다. 일반적으로 송전 선로는 직렬 임피던스 성분 Z와 병렬 어드미턴스 성분 Y개가 무한히 연결 된것으로 나타내고 있다. 위의 그림에서 분할을 무한 개로 하였을 때 형성되는 분포 정수 회로를 4단자 정수 회로로 나타낼 수 있으며 이는 다음과 같다.
{\displaystyle V_{s}=AV_{r}+BI_{r}}
{\displaystyle I_{s}=CV_{r}+DI_{r}}
또는 행렬로 표현하면
```

  

    

      

        

          

            
[

            

              

                

                  

                    
V

                    

                      
s

                    

                  

                

              

              

                

                  

                    
I

                    

                      
s

                    

                  

                

              

            

            
]

          

        

        
=

        

          

            
[

            

              

                

                  
A

                

                

                  
B

                

              

              

                

                  
C

                

                

                  
D

                

              

            

            
]

          

        

        

          

            
[

            

              

                

                  

                    
V

                    

                      
r

                    

                  

                

              

              

                

                  

                    
I

                    

                      
r

                    

                  

                

              

            

            
]

          

        

      

    

    
{\displaystyle {\begin{bmatrix}V_{s}\\I_{s}\end{bmatrix}}={\begin{bmatrix}A&B\\C&D\end{bmatrix}}{\begin{bmatrix}V_{r}\\I_{r}\end{bmatrix}}}

  

```

로 된다. 이때 각 행렬 A,B,C,D의 값은 다음과 같다.
{\displaystyle {\begin{aligned}A=D=\cosh({\sqrt {ZY}}{l})\\B={\sqrt {\frac {Z}{Y}}}\sinh({\sqrt {ZY}}{l})\\C={\sqrt {\frac {Y}{Z}}}\sinh({\sqrt {ZY}}{l})\\\end{aligned}}}
여기서
{\displaystyle {\sqrt {\frac {Z}{Y}}}=Z_{c}:} 송전선로의 특성 임피던스 및 파동 임피던스, {\displaystyle l:} 송전선로 길이, {\displaystyle {\sqrt {ZY}}=\gamma :} 송전 선로의 전파 정수
이렇게 정수 A.B,C,D는 위의 공식에 따라 구하고 있으며, 보통 cosh 와 sinh를 Taylor expansion 한 식에서 3항까지 취하고 있으나 500 km 이하에서는 제2항까지만 취하여도 별문제가 없다고 한다.

## 급전망
전력의 유통기구(流通機構), 즉 발전소송전선·변전소·배전선 등으로 구성돼 있는 전력의 생산·수송(輸送)의 기구는 대체로 전력계통(電力系統) 혹은 급전망이라고 불린다.
전력의 소비량은 계절에 따라서도, 또 하루 중의 시간에 의해서도 상당히 변화한다. 가령 공장지대에서는 낮 동안의 전력 사용량이 많은 것과는 대조적으로, 주택지나 상업지역은 초저녁 때부터 밤 사이에 전력 사용량이 훨씬 많다. 전력회사는 이 같은 변동을 잘 간파(看破)함으로써, 시시각각으로 변화하는 필요 전력량을 과부족 없이 공급하지 않으면 안 된다. 더욱이 공급되는 것은 전압이나 주파수가 될 수 있는 한 일정한 전력이 아니어서는 안 된다.
이 같은 전력의 공급을 어디에서 어느 만큼 분담하느냐 하는 부하의 배분(配分)은 커다란 문제이다. 가령 물이 많은 시기에는 수력발전소를 100% 운전하는 편이 경제적이되, 먼곳에 있는 수력발전소로부터의 송전에는 손실도 많다. 반대로 갈수기(渴水期)에는 화력발전소를 될수록 많이 이용함으로써 저수지의 물을 아낄 필요가 있다.
전력회사는 이 어려운 급전망의 운용을 위해 급전 조작(操作)의 중추인 중앙급전지령소라든지 계통급전지령소를 만들고, 각 발전소나 변전소 등의 운전이나 정지(停止), 또는 출력(出力)이나 전압의 조정 등에 관한 지령을 내게 된다.
여기에서는 종래는 전문가들이 오랫동안의 경험과 각종 조건을 참작해서 하루분의 수요커브(需要 curve)를 예상하고, 이튿날의 각 발전소의 가장 경제적인 운전계획을 세웠다. 그리고 예상 외의 변동으로 수요와 공급의 균형이 허물어졌을 때는 그 때마다 각 발전소의 운전 방식을 변동케 하였다.
그러나 최근엔 급전망이 매우 거대화·복잡화하고, 취급하는 전력량도 방대화함으로써 인간의 두뇌에 의한 판단도 한계에 도달하게 되었다. 그래서 각국의 급전지령소의 자동화(自動化)가 급속히 추진되었다. 급전 지령소에는 전력계통의 상태를 보여 주는 급전반(給電盤)이 있으며, 원격측정(텔레미터)에 의하여 보내져 온 주요한 전력계통의 전압이나 주파수 및 발전소나 변전소의 운전상태, 그리고 저수지의 수위 등이 표시된다. 또 멀리 떨어져 있는 발전소·변전소를 직접조작(直接造作)·제어하는 장치도 생겼다. 발전소·변전소 등과 늘 긴밀한 연락을 취할 수 있도록, 송배전선(送配電線)을 사용한 통신장치나 마이크로파(microwave)전화·팩시밀리장치도 쓰인다. 또 일시적으로 부하(負荷)가 변동하여 주파수가 변하기 시작한 경우는, 자동주파수제어장치(自動周波數制御裝置：AFC)가 작용함으로써 주파수 조정용 발전소의 출력을 자동적으로 조정한다.
그리고 최근엔, 이것들을 대형전자계산기와 통신회선(通信回線)으로써 일체로 연결한 즉시처리방식의 정보시스템도 실용화되기 시작했다.

## 같이 보기
- 송전선
- 송전탑